# PROCR
PROCR (англ. Protein C receptor) – білок, який кодується однойменним геном, розташованим у людей на короткому плечі 20-ї хромосоми. Довжина поліпептидного ланцюга білка становить 238 амінокислот, а молекулярна маса — 26 671.
| 10         |  | 20         |  | 30         |  | 40         |  | 50         |
| ---------- |  | ---------- |  | ---------- |  | ---------- |  | ---------- |
| MLTTLLPILL |  | LSGWAFCSQD |  | ASDGLQRLHM |  | LQISYFRDPY |  | HVWYQGNASL |
| GGHLTHVLEG |  | PDTNTTIIQL |  | QPLQEPESWA |  | RTQSGLQSYL |  | LQFHGLVRLV |
| HQERTLAFPL |  | TIRCFLGCEL |  | PPEGSRAHVF |  | FEVAVNGSSF |  | VSFRPERALW |
| QADTQVTSGV |  | VTFTLQQLNA |  | YNRTRYELRE |  | FLEDTCVQYV |  | QKHISAENTK |
| GSQTSRSYTS |  | LVLGVLVGSF |  | IIAGVAVGIF |  | LCTGGRRC   |  |            |

A: Аланін

C: Цистеїн

D: Аспарагінова кислота

E: Глутамінова кислота

F: Фенілаланін

G: Гліцин

H: Гістидин

I: Ізолейцин

K: Лізин

L: Лейцин

M: Метіонін

N: Аспарагін

P: Пролін

Q: Глутамін

R: Аргінін

S: Серин

T: Треонін

V: Валін

W: Триптофан

Кодований геном білок за функцією належить до рецепторів. 
Задіяний у таких біологічних процесах, як зсідання крові, гемостаз. 
Локалізований у мембрані.